# شيرلي سترونج
شيرلي سترونج (بالإنجليزية: Shirley Strong) هي منافسة ألعاب القوى بريطانية، ولدت في 18 نوفمبر 1958 في نورثويتش ‏ في المملكة المتحدة.

## وصلات خارجية
- شيرلي سترونج على موقع الاتحاد الدولي لألعاب القوى (الإنجليزية)
- شيرلي سترونج على موقع اللجنة الأولمبية الدولية (الإنجليزية)
- شيرلي سترونج على موقع أوليمبيديا (الإنجليزية)
- شيرلي سترونج على موقع اللجنة الأولمبية البريطانية (الإنجليزية)